# آستا گیل
آستا گیل (متولد ۲۴ ژوئن ۱۹۹۱) خواننده و ترانه‌سرای هندی است که اولین بار با آهنگ پارتی «دهوپ چیک» از فوگلی شروع به کار کرد. او برای تک‌آهنگ‌های «دی‌جی ولی بابو»، «باز» و «ناگین» شناخته می‌شود.
او دارای مدرک لیسانس روزنامه‌نگاری از دانشکده روزنامه‌نگاری و ارتباطات جمعی ویوکاناندا، مؤسسه مطالعات حرفه ای ویوکاناندا، پیتامپورا، دهلی نو است.

## آهنگ‌شناسی

### آلبوم‌های موسیقی متن فیلم
| سال  | فیلم           | ترانه                     | همخوان                 | مرجع.  |
| ---- | -------------- | ------------------------- | ---------------------- | ------ |
| ۲۰۱۴ | غمگین          | "دهوپ چیک"                | بادشاه، رفتار          | [ ۷ ]  |
| ۲۰۱۴ | خوبصورات       | مهمانی تازه شروع شده است. | بادشاه                 | [ ۸ ]  |
| ۲۰۱۸ | باج‌گیری        | "شاد شاد"                 | بادشاه                 | [ ۸ ]  |
| ۲۰۱۸ | خیابان         | "کاماریا"                 | ساچین – جیگر           | [ ۹ ]  |
| ۲۰۱۸ | سلام انگلیس    | " پاتولا مناسب "          | دیلجیت دوسانجه، بادشاه | [ ۱۰ ] |
| ۲۰۲۰ | ایندو کی جوانی | «هیلین توت گی»            | بادشاه                 | [ ۱۱ ] |
| ۲۰۲۳ | فری            | «غار په پارتی‌های»         | بادشاه، ملو دی         |        |

### تک آهنگ‌ها
| سال  | عنوان                  | هم خواننده             | قاضی   |
| ---- | ---------------------- | ---------------------- | ------ |
| ۲۰۱۳ | "آزادی"                | بادشاه                 | [ ۱۲ ] |
| ۲۰۱۵ | "دی جی والی بابو"      | بادشاه                 | [ ۱۳ ] |
| ۲۰۱۶ | "رایزر میره سوگ"       | بادشاه                 | [ ۱۴ ] |
| ۲۰۱۸ | "بز"                   | بادشاه                 | [ ۱۵ ] |
| ۲۰۱۸ | "کری جا"               | بادشاه                 | [ ۱۶ ] |
| ۲۰۱۸ | "بد دل"                | بادشاه                 | [ ۱۷ ] |
| ۲۰۱۸ | "نین"                  | بادشاه                 | [ ۱۸ ] |
| ۲۰۱۸ | "کارجا"                | بادشاه                 | [ ۱۹ ] |
| ۲۰۱۹ | "ساره هند"             | N/A                    | [ ۲۰ ] |
| ۲۰۱۹ | "جیتگا سارا هند"       | N/A                    | [ ۲۱ ] |
| ۲۰۱۹ | "ناگین"                | آکاسا                  | [ ۲۲ ] |
| ۲۰۲۰ | "هرموسا"               | د سولدیرز              | [ ۲۳ ] |
| ۲۰۲۰ | "خانم دیوانه"          | N/A                    | [ ۲۴ ] |
| ۲۰۲۱ | "در بالا مست"          | D آهسته                | [ ۲۵ ] |
| ۲۰۲۱ | "پانی پانی"            | بادشاه                 | [ ۲۶ ] |
| ۲۰۲۱ | "جانام سامجا کارو ۲٫۰" | پارامپارا ثاکور        | [ ۲۷ ] |
| ۲۰۲۱ | "بچپان ک پیاار"        | بادشاه ساهد دردو، ریکو | [ ۲۸ ] |
| ۲۰۲۱ | "ساواری"               | کمار سانو              | [ ۲۹ ] |
| ۲۰۲۲ | "شرینگر"               | آکاس سنگ رفاتار        | [ ۳۰ ] |

## تلویزیون
| سال  | عنوان                        | نقش        | یادداشت                            | زبان |
| ---- | ---------------------------- | ---------- | ---------------------------------- | ---- |
| ۲۰۲۱ | عامل ترس: خاترون که خلافی ۱۱ | شرکت کننده | رتبه دوازدهم (اخراج در هفته چهارم) | هندی |